# Hambergita
La hambergita es un mineral de la clase de los minerales boratos. Fue descubierta en 1890 en Helgeroa, en la provincia de Vestfold (Noruega), siendo nombrada así en honor de Axel Hamberg, mineralogista y geógrafo sueco.

## Características químicas
Es un borato hidroxilado de berilio, que cristaliza en el sistema ortorrómbico.

## Formación y yacimientos
Se encuentra como mineral accesorio inusual en rocas pegmatitas de tipo granito o sienita, comúnmente junto al berilo. Además de este, suele encontrarse asociado a otros minerales como: danburita, apatita, espodumena, zircón, fluorita, feldespato o cuarzo.

## Usos
Puede ser tallada para utilizarla como gema, las piedras sin defectos son inusuales y las divisiones perfectos con frecuencia causan problemas en sus facetas, con ejemplares ya tallados que rara vez exceden de 4 gramos.